# Waarnemingspost (Katwijk)
De waarnemingspost is een bunker in de duinen van Katwijk, in de Nederlandse provincie Zuid-Holland. Sinds 1998 staat de bunker ingeschreven in het rijksmonumentenregister. Met 37 meter boven NAP is het Vlaggeduin het hoogst gelegen natuurlijke punt van de provincie. Het Vlaggeduin is de meest noordelijke uitloper van het duin- en Natura 2000-gebied van Berkheide en ligt pal ten zuiden van de bebouwing van Katwijk aan Zee.

## Historie
De waarnemingspost dateert uit 1942 en is gebouwd in opdracht van de Duitse bezetter. Oorspronkelijk was hij voorzien van camouflagekleuren. Hij was een onderdeel van de Stützpunktgruppe Katwijk-Noordwijk, een van de defensieve eenheden van de Atlantikwall in Nederland, die liep tussen Noord-Noorwegen en Zuid-Frankrijk. De post bestaat uit een bovengrondse zeskantige koepel en twee ondergrondse vertrekken. Hij ligt 37 meter boven de zeespiegel en diende om een aanval vanaf de landzijde te signaleren. De bunker had alleen een functie als uitkijkpost en was niet beschermd tegen aanvallen van buitenaf zoals bombardementen of beschietingen. Oorspronkelijk was de koepel meer ingegraven in het duin. Tegenwoordig is de koepel vanaf de buitenkant bespoten met graffiti. Vaak wordt de waarnemingspost gespoten in de kleuren van een Katwijkse voetbalclub, als deze kampioen wordt, bijvoorbeeld in wit en blauw bij Quick Boys. Ook wordt de post en/of de betonnen plaat waar de ondergrondse vertrekken zich bevinden, soms bespoten met de naam JEZUS op een professionele manier, met bijbelteksten en al.
De muren van de ondergrondse bunker en de koepel zijn 65 centimeter dik en bovengronds aangesmeerd. De twee ondergrondse vertrekken meten elk 3 x 3,8 meter. Er zijn twee ondergrondse ingangen. De koepel wordt afgesloten door een dikke betonnen plaat van 50 centimeter dik.

## Galerij

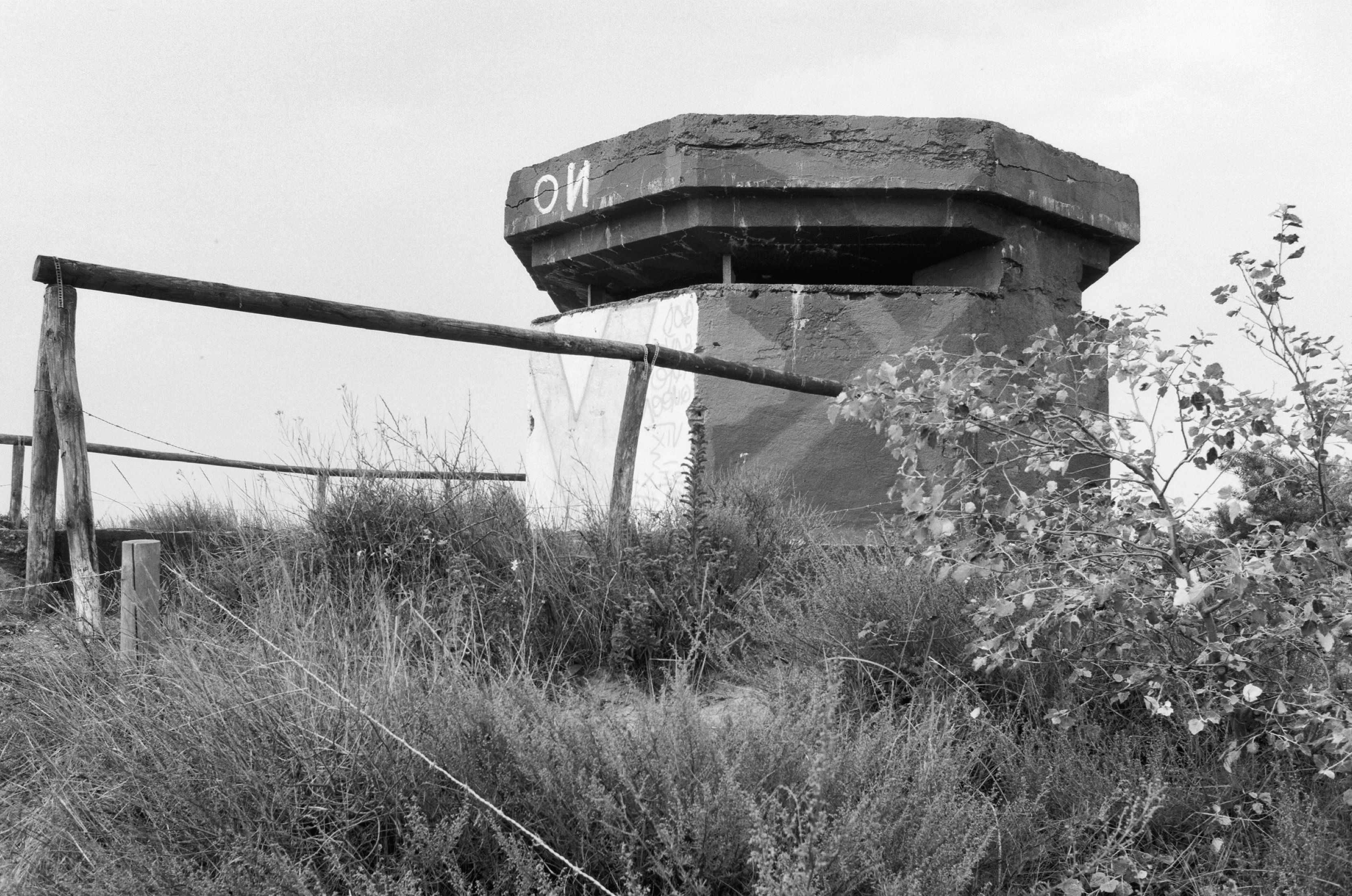
De observatiepost in 1996.
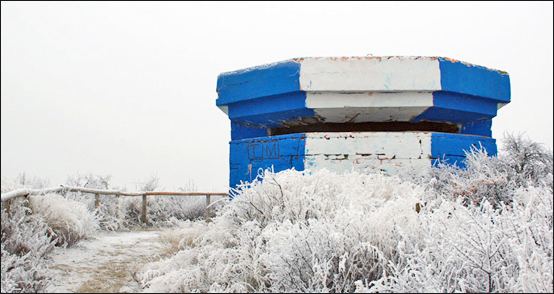
De koepel in de kleuren van Quick Boys
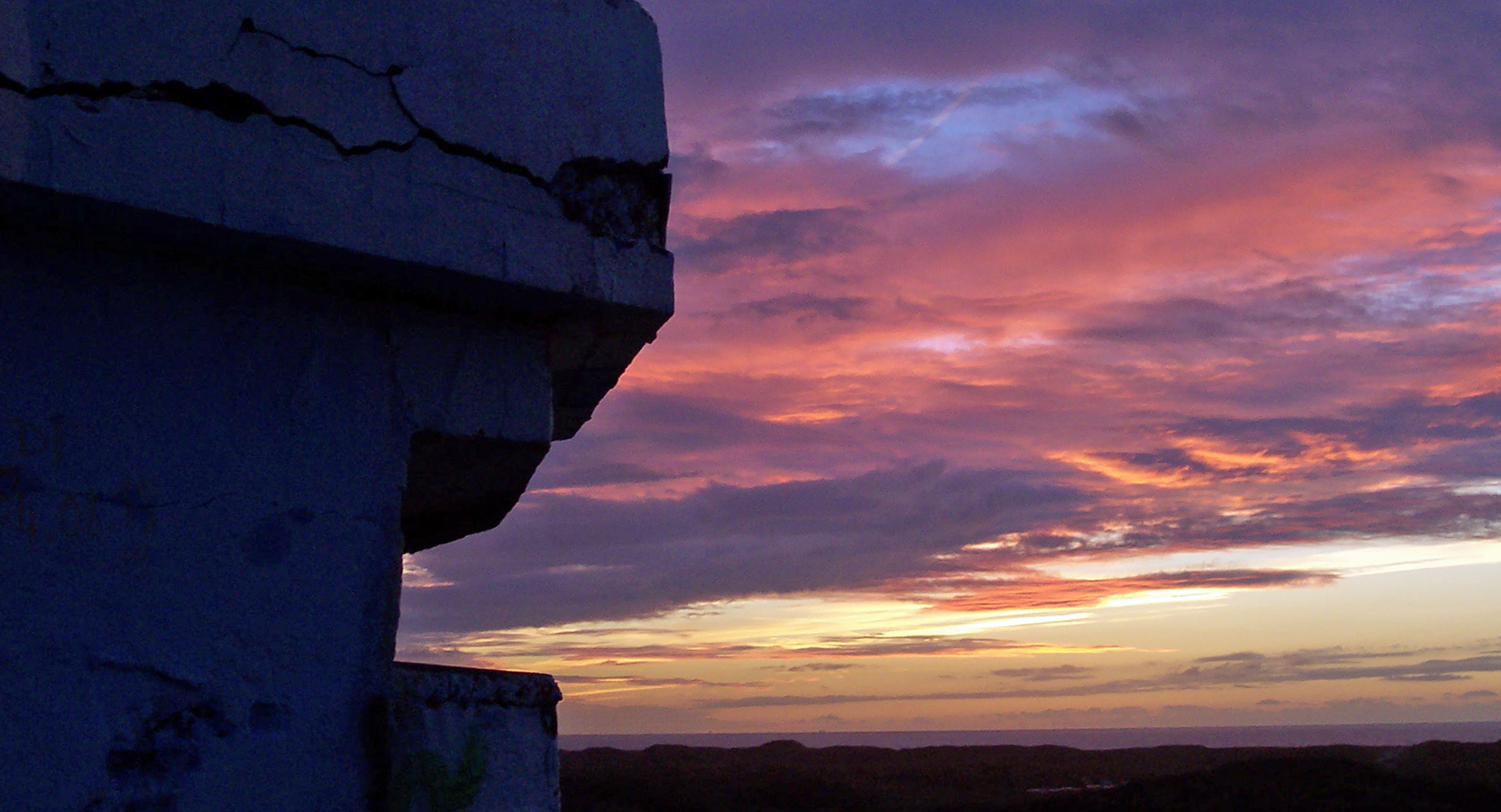
De koepel - Katwijk